# Чарбах (станція метро)
Чарба́х (вірм. Չարբախ) — станція Єреванського метрополітену, відкрита 26 грудня 1996 р. Станція є кінцевою та є другорядним відгалуженням до електродепо «Чарбах» зі станції «Шенгавіт», з якого здійснюється вилочний рух також до станції «Гарегін Нжде храпарак».
Конструкція станції — наземна відкрита з береговою платформою.
Вихід у місто до вулиць Ширак і Араратян.
Оздоблення — металевий дах спирається на металеві циліндричні колони, на яких встановлені кулясті світильники. Станція є в буквальному сенсі тупиком: з трьох сторін вона оточена залізобетонним парканом.